# صن سيتي
صن سيتي (بالإنجليزية: Sun City)‏ هي مدينة ومنتجع سياحي تقع في جنوب أفريقيا أفتتحت في عام 1979 وتبعد حوالي 160 كم شمال جوهانسبرغ
يصف البعض صن سيتي بلاس فيجاس القارة الأفريقية حيث يتردد عليها أعداد كبيرة من الأثرياء ومحبي الكازينوهات وتستمتع بجمال الطبيعة المحيطة والطقس 

## معرض الصور

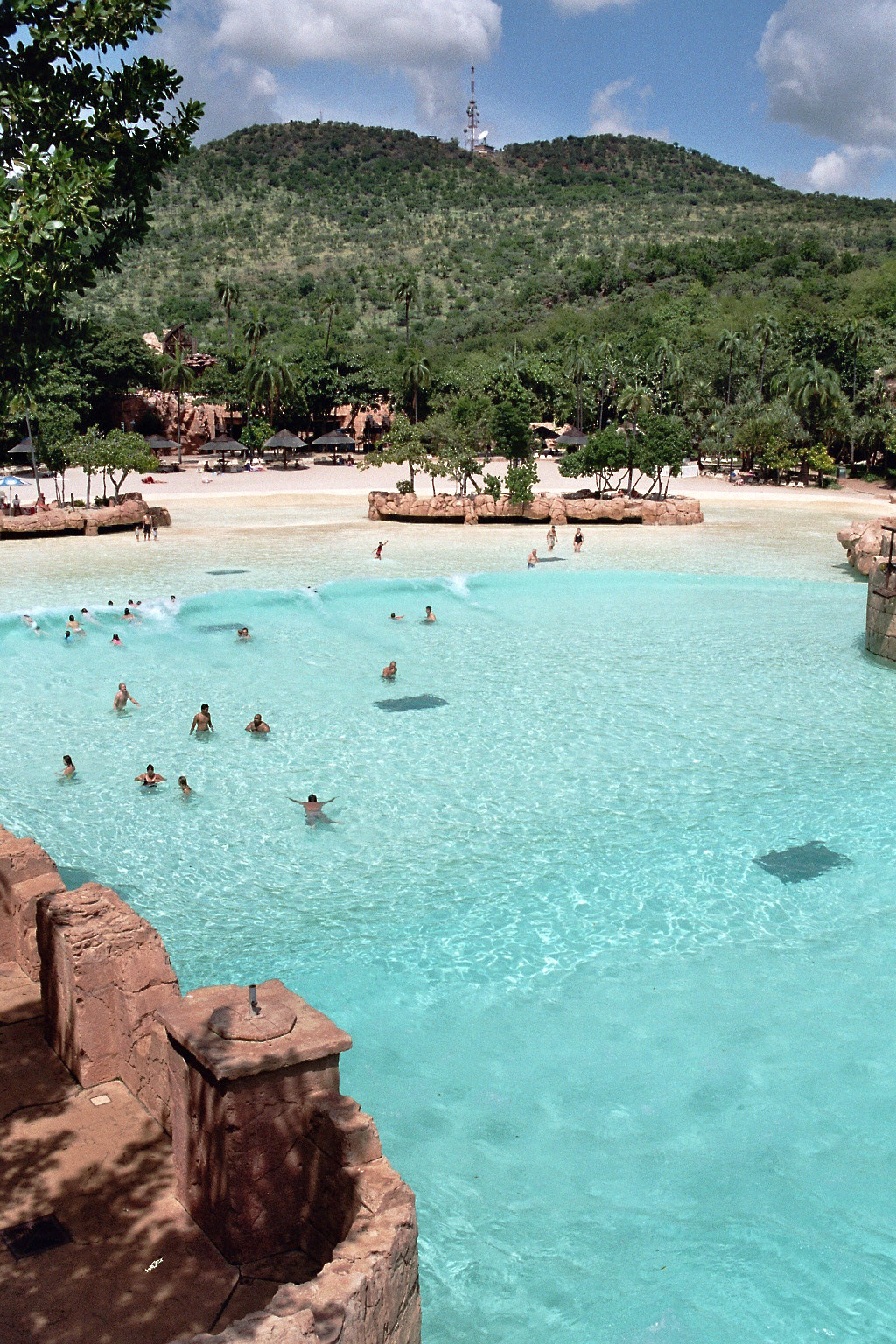
حمام سباحة في صن سيتي
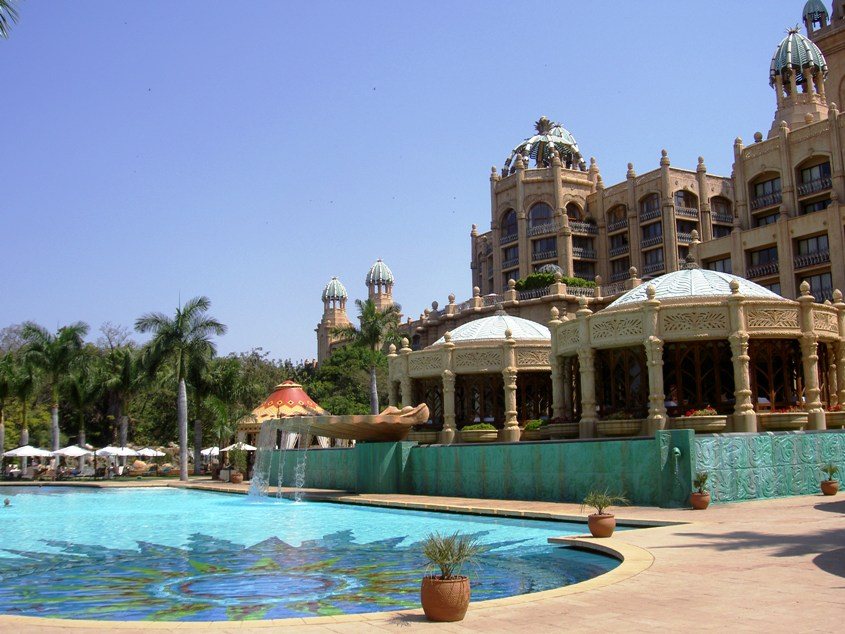
فندق قصر المدينة المفقودة
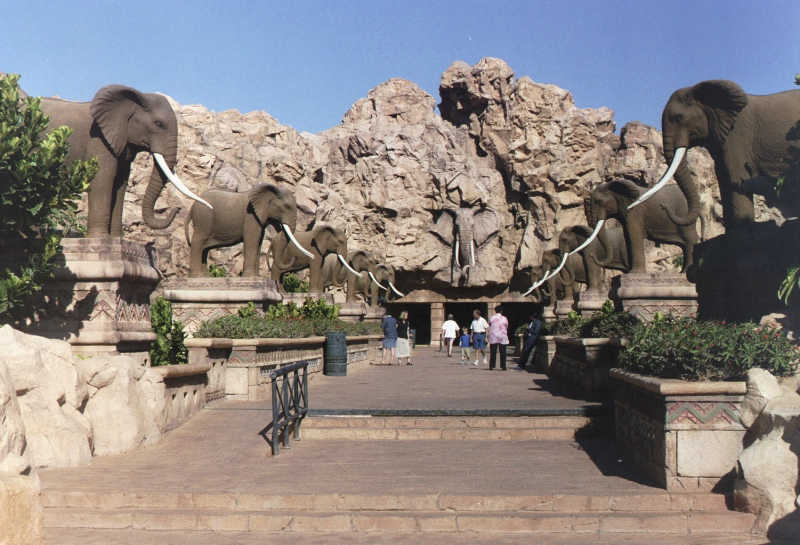
تماثيل للأفيال